# じゃあね
「じゃあね」は、おニャン子クラブの楽曲で3枚目のシングル。1986年2月21日に発売（発売元はキャニオン・レコード）。同グループ初のオリコンシングルチャート1位獲得となり、オリコン調べにおいて、おニャン子クラブとしては最も売上の多いシングルでもあった。

## 解説
メインボーカルは中島美春で、実質ほぼソロ楽曲である。当初は「中島美春 with おニャン子クラブ」名義で発売予定だったが、本人の希望で「おニャン子クラブ」名義になったといわれる。フジテレビ系『夕やけニャンニャン』では、前述の "with" 表記で放送された。『ザ・ベストテン』放送終了記念に制作されたアルバム『ザ・ベストテン A photographic record of our days』に掲載されている毎週のランキングは、中島美春名義で掲載されている。
中島とともにおニャン子クラブを卒業した河合その子の姿はレコード・ジャケットにないが、発売告知ポスターはほかのメンバー同様に河合もソロで載っている。本楽曲は中島を送る曲で、河合は今後も芸能界に残る、との解釈で、この意図を河合に伝えて了承を得た。中島美春が卒業した後は全員で歌われるようになり、他メンバーの卒業・解散時にも歌われている。
2008年にテレビ朝日で放送された『仮面ライダーキバ』の過去編がおニャン子クラブの流行った1986年という設定であったためおニャン子関連の楽曲がよく流れ、その際にこの曲も流れていた。
2013年にNHKの連続テレビ小説で放送された『あまちゃん』の時代設定の一部がこの曲の流行った1986年となっており、そのためこのドラマではこの曲も流れた。

## 収録曲
- 全作詞：秋元康　編曲：佐藤準

1. じゃあね
  - 作曲：高橋研
2. アレレレ
  - 作曲：佐藤準
  - フロントボーカル：新田恵利・中島美春・福永恵規・内海和子

## 収録作品
- PANIC THE WORLD (#1)
- スーパーベスト (#1)
- 家宝 (#1)
- おニャン子クラブ ベスト (#1)
- おニャン子クラブA面コレクション Vol.1 (#1)
- おニャン子クラブB面コレクション Vol.1 (#2)
- MYこれ!クション おニャン子クラブBEST (#1)
- 「おニャン子クラブ」SINGLESコンプリート
- Myこれ!チョイス 14 「夢カタログ」+シングルコレクション
- おニャン子クラブ大全集 for HiQualityCD 上・下巻 限定CD-BOX

## 浜田翔子によるカヴァー
グラビアアイドルの浜田翔子が、自身4枚目のシングルとして2008年3月26日に発表。DVDではタイトル曲のPVとメイキング、特典映像を収録している。

### 収録曲
1. じゃあね
2. 雨のち晴れ
  - 作詞：早川矢寿子　作曲：近藤昭雄
3. じゃあね（オリジナル・カラオケ）
4. 雨のち晴れ（オリジナル・カラオケ）

## その他カバー
- AKB48（岩立沙穂、鈴木くるみ、髙橋彩音、永野芹佳、橋本陽菜、武藤小麟） - 2024年のAKB48のカバーアルバム『なんてったってAKB48』でカバー。